# Paleuphractus
Paleuphractus — це вимерлий рід броненосців, який існував у Аргентині та Болівії в міоцені й пліоцені. Відомо 10 колекцій скам'янілостей. 